# Cascades Rusumo
Les cascades Rusumo són unes cascades situades al riu Kagera, a la frontera entre Ruanda i Tanzània, i és part de les capçaleres més llunyanes del riu Nil. Les caigudes d'aigua són d'aproximadament 15 m d'altura i 40 m d'ample i s'han format sobre esquists i fil·lites de quars precambrians.
Encara que les cascades no tenen una alçada significativa en comparació amb altres cascades, han tingut un paper important en la història de Ruanda perquè constitueixen l'únic punt en aquesta zona on hi ha un pont sobre el riu.

## Esdeveniments significatius
Les cascades van ser l'escena de la primera arribada dels europeus a Ruanda el 1894, quan el comte alemany Gustav Adolf von Götzen va arribar des de Tanzània; Ruanda era considerada part de l'Àfrica Oriental Alemanya des de 1885, però encara cap alemany havia entrat al país. Va continuar des d'allà fins al palau del mwami (rei) a Nyanza, i després fins a les costes del llac Kivu.

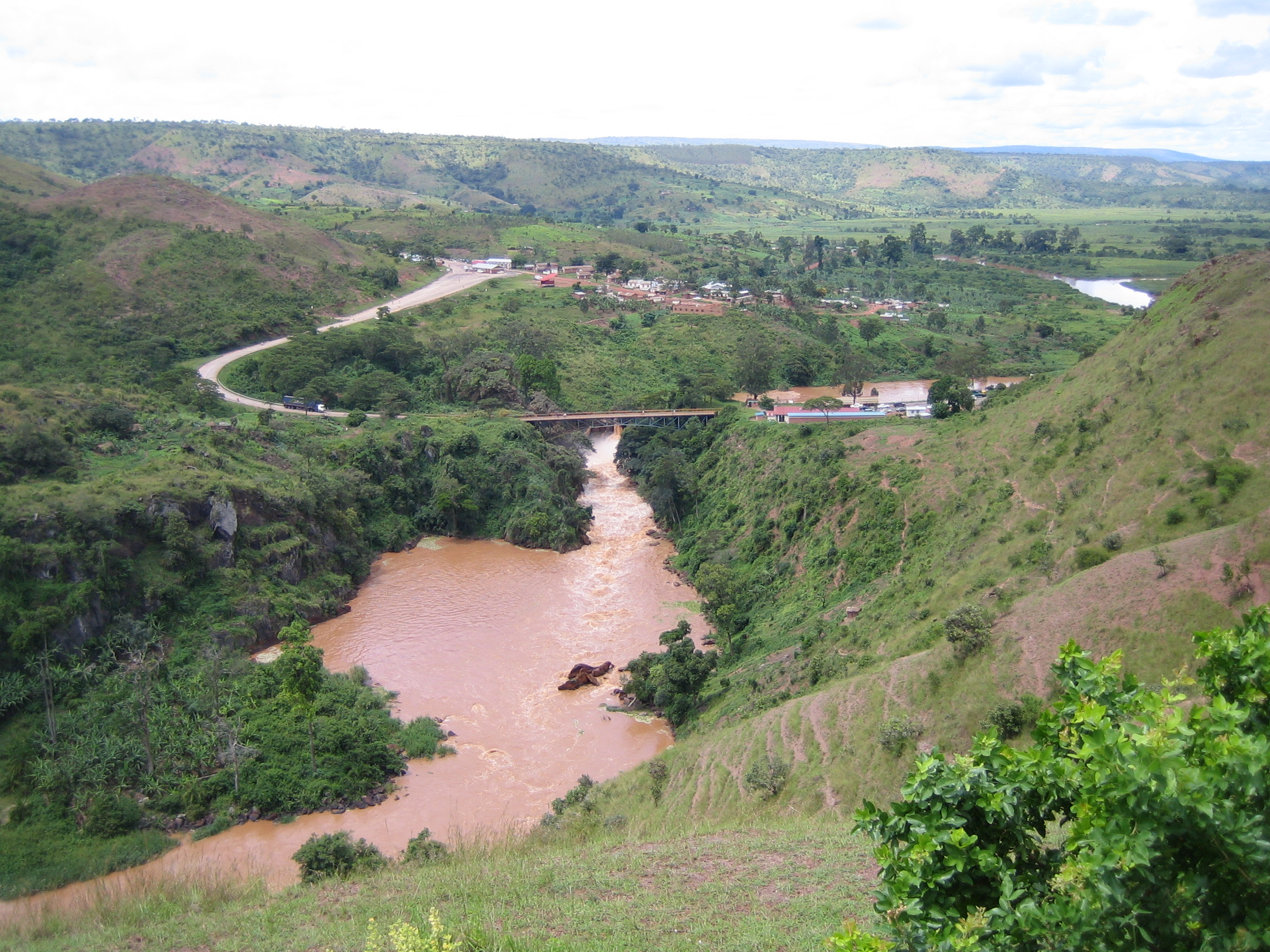
La frontera a les Cascades de Rusumo. Tanzània està a l'esquerra, Ruanda a la dreta

Els belgues també van entrar a Ruanda a través de les cascades, quan es van fer càrrec del país durant la Primera Guerra Mundial el 1916. El pont de Rusumo va ser l'únic encreuament factible del riu en aquella època i els alemanys es van consolidar al costat de Ruanda. Al prendre posicions als turons circumdants, els belgues van poder retirar aquests guàrdies utilitzant artilleria muntada obrint la ruta per la qual van envair la resta del país.
Les cascades van guanyar fama internacional durant el genocidi ruandès de 1994, ja que flotaven milers de cossos morts per sota el pont de Rusomo mentre 200.000 refugiats el creuaven, fugint cap a Tanzània, per escapar de la matança. Aquesta va ser una de les primeres fugides massives de la crisi dels refugiats dels Grans Llacs. El riu Kagera drena l'aigua de totes les zones de Ruanda excepte a l'extrem oest i, conseqüentment, transportava tots els cadàvers que s'havien llançat als rius al llarg del país. Això va conduir a declarar un estat d'emergència a les zones de la riba del llac Victòria a Uganda, on finalment es va retirar aquests cossos.
El 2013, el Grup del Banc Africà del Desenvolupament va aprovar el finançament del Projecte Hidroelèctric Regional de les cascades Rusumo, que augmenta la capacitat de generació d'energia renovable i l'accés a l'electricitat a Tanzània, Ruanda i Burundi. El projecte té dos components: una planta de generació d'energia hidroelèctrica de 80 MW, i línies de transmissió i subestacions. El Banc va finançar les instal·lacions de transmissió del Projecte Hidroelèctric de les cascades de Rusumo.